# Jonas Hiller
Jonas Hiller (* 12. Februar 1982 in Felben-Wellhausen) ist ein ehemaliger Schweizer Eishockeytorhüter. Er stand neun Jahre in der National Hockey League unter Vertrag und absolvierte insgesamt 437 NHL-Partien für die Anaheim Ducks und die Calgary Flames. Mit dem HC Davos wurde er in den 2000er Jahren dreimal Schweizer Meister und gewann zweimal den Spengler Cup.

## Karriere

### Vereine
Hiller, der das Sport-Gymnasium Davos besuchte, war ab der Saison 2004/05 die Nummer 1 im Tor des HC Davos. Zuvor war er dem HC Lausanne für die Saison 2003/04 ausgeliehen worden. Dank seiner guten Leistung in der Saison 2004/05 und der Unterstützung der NHL-Stars Joe Thornton, Rick Nash und Niklas Hagman gewann er mit dem HC Davos den Schweizer Meistertitel. Zudem gewann er 2004 und 2006 mit dem HC Davos den Spengler Cup. Nach dieser Saison wurde er vom Schweizer Nationaltrainer Ralph Krueger ins Schweizer Nationalteam berufen.
Auch in der folgenden Saison 2005/06 zeigte Hiller gute Leistungen und erreichte mit dem HC Davos den Final der Schweizer Meisterschaft, der mit 1:4 gegen den HC Lugano verloren ging. In der Saison 2006/07 gewann er im Final (4:3-Siege) gegen den SC Bern im siebten Spiel der Serie (nachdem beide Teams alle ihre Heimspiele gewonnen hatten) erneut den Schweizer Meistertitel. Dieses Spiel war sein letztes Spiel für den HC Davos, da er in der darauffolgenden Saison in die National Hockey League wechselte. Er wurde zudem in das Schweizer Kader für die WM 2007 in Russland berufen.

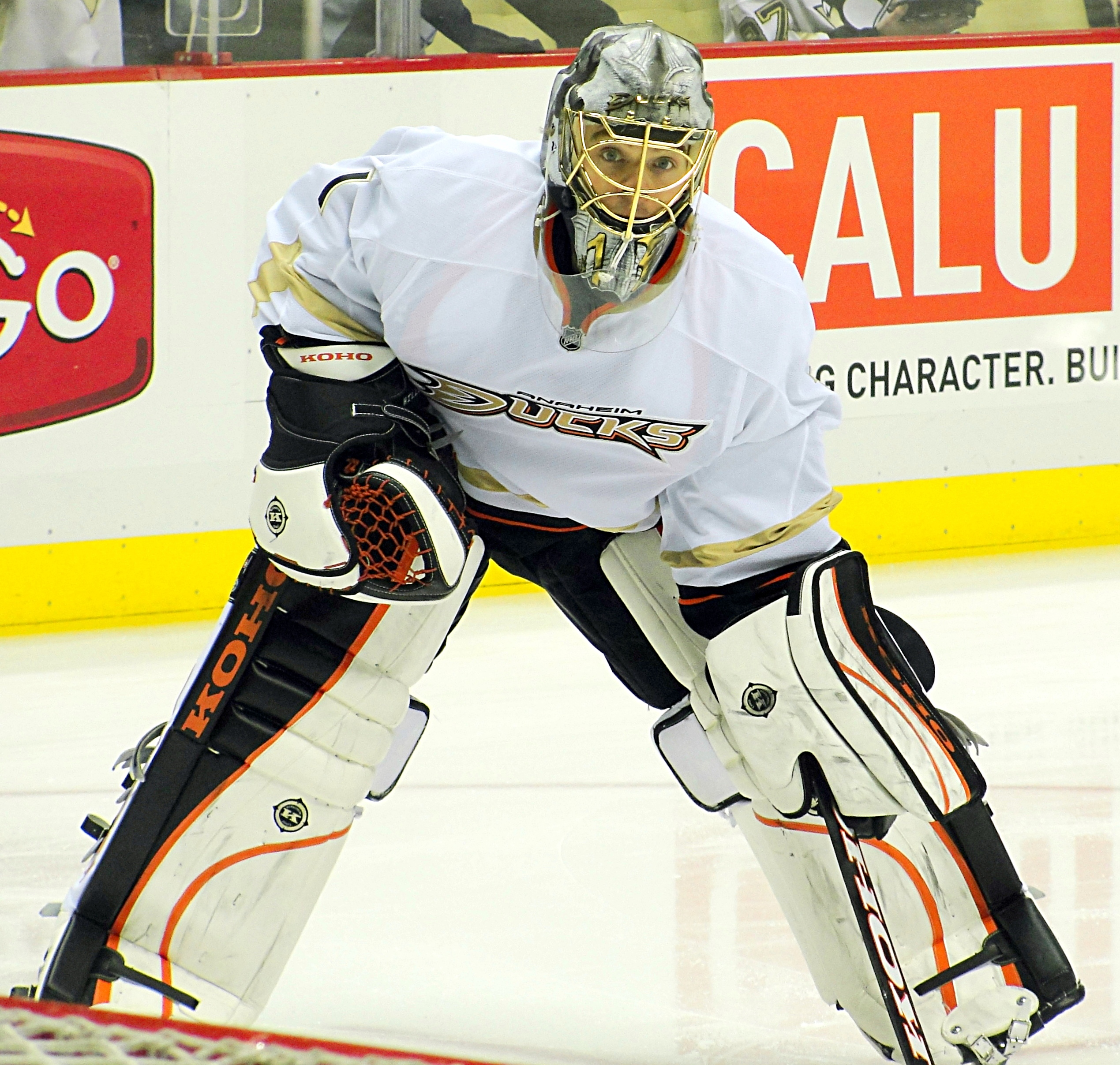
Jonas Hiller bei den Anaheim Ducks (2012)

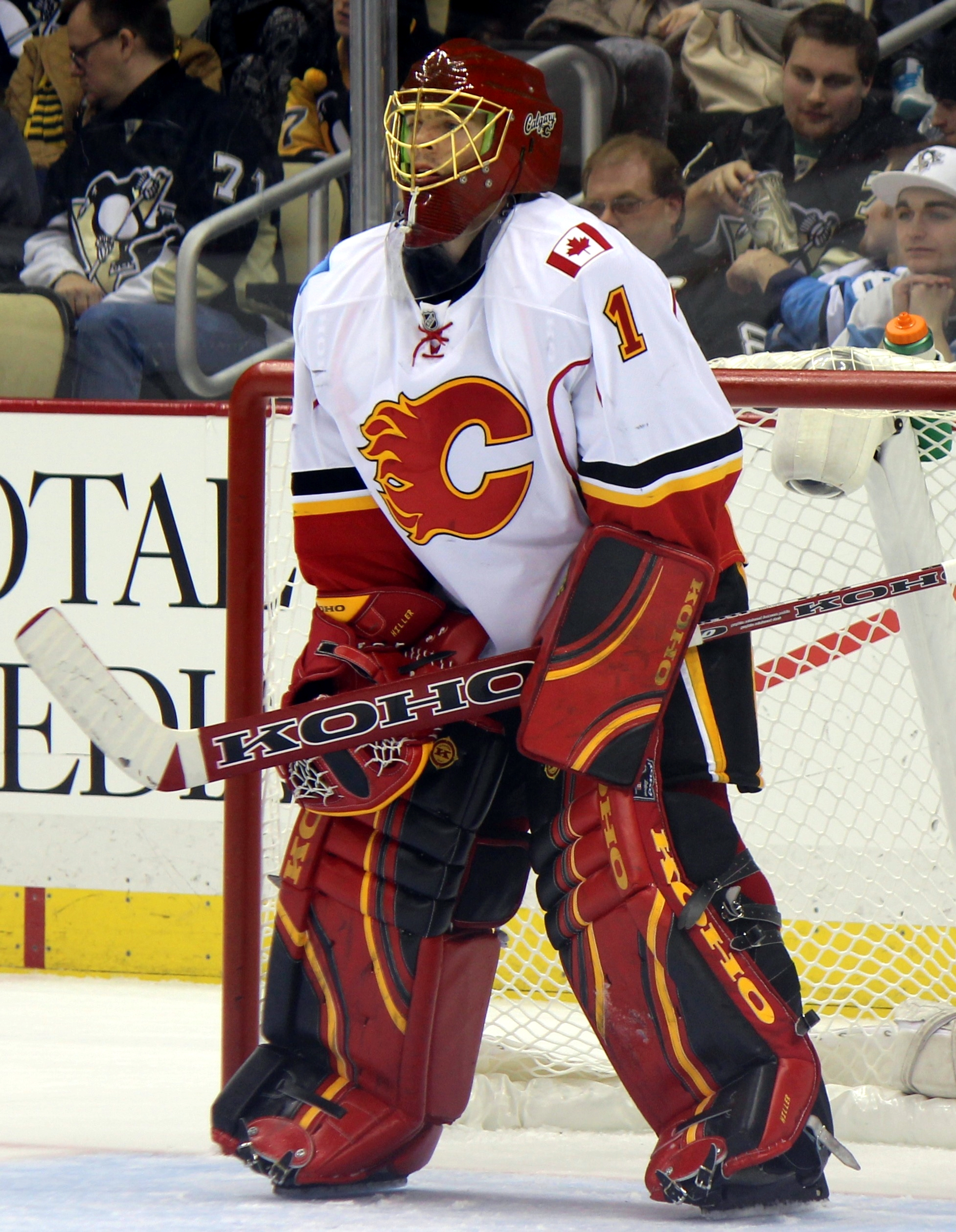
Jonas Hiller im Trikot der Calgary Flames

Am 26. Mai 2007 wurde bekannt gegeben, dass Hiller einen Vertrag über ein Jahr bei den Anaheim Ducks in der NHL unterzeichnete. Im September konnte er sich, auch begünstigt durch die Verletzung von Anaheims Stammtorhüter Jean-Sébastien Giguère, im Trainingscamp für das NHL-Kader der Ducks empfehlen und gab am 30. September 2007 sein Debüt im Spiel gegen die Los Angeles Kings, das im Rahmen der NHL Premiere 2007 in London ausgetragen wurde. Nach der Rückkehr des Stammtorhüters Giguère am 14. Oktober 2007 war Hiller nur noch der dritte Torhüter hinter Giguère und Ilja Brysgalow.
Im Oktober 2007 wurde er ins Farmteam der Anaheim Ducks, den Portland Pirates aus der American Hockey League, geschickt. Einen Monat später wurde er wieder in das NHL-Kader berufen, nachdem die Ducks Ilja Brysgalow auf die Waiverliste gesetzt hatten. In der Saison 2008/09 etablierte sich Hiller mit ausgezeichneten Leistungen als Stammtorhüter bei den Ducks vor Jean-Sébastien Giguère.
Am 30. Januar 2010 verlängerte Hiller seinen Ende Saison auslaufenden Vertrag mit den Anaheim Ducks bis zur Saison 2013/14. Der Schweizer Nationaltorhüter verdiente damit in diesen vier Jahren um die 18 Millionen Dollar.
Hiller konnte die Playoffs mit den Ducks in der Saison 2009/10 trotz starken Leistungen und einer Fangquote von 91,8 % nicht erreichen. In der Saison 2010/11 wurde er als zweiter Schweizer nach Mark Streit für das NHL All-Star Game eingeladen. Von den sechs eingesetzten Torhütern war Hiller der Spieler mit der besten Fangquote. Gleich nach dem All-Star Game erkrankte er an einem Virus und verpasste den Rest der Saison. In der Saison 2011/12 war er Stammtorhüter der Ducks. Zu Saisonbeginn zeigte er noch schwankende Leistungen, steigerte sich jedoch im Verlauf des Jahres und absolvierte so viele Spiele wie kein anderer NHL-Torhüter in der regulären Saison. In der folgenden Saison war er zu Beginn als Stammtorhüter gesetzt, doch sein Backup Viktor Fasth zeigte eine hervorragende Saison und war während Hillers kurzer verletzungsbedingter Auszeit extrem stark. Am Ende der Qualifikation hatten sie praktisch gleich viele Spiele, in den Play-offs war jedoch Hiller wieder erste Wahl und bestritt alle Spiele. Die Ducks scheiterten im Conference-Viertelfinale im siebten Spiel an den Detroit Red Wings.
Anfang Juli 2014 unterzeichnete Hiller als Free Agent einen Zweijahresvertrag bei den Calgary Flames. Seinen ersten Shutout im Trikot der Flames feierte er am 23. Oktober 2014 im Heimspiel gegen die Carolina Hurricanes. Beim 5:0-Sieg parierte er 16 Schüsse. Im Verlauf der Saison duellierte er sich mit Karri Rämö um die Nummer 1 im Tor der Flames. Insgesamt absolvierte Hiller 52 Spiele in der regulären Saison, wobei er auf eine Fangquote von 91,8 % kam. In den Playoffs spielte er in sieben von elf Partien (Fangquote 91,9 %).

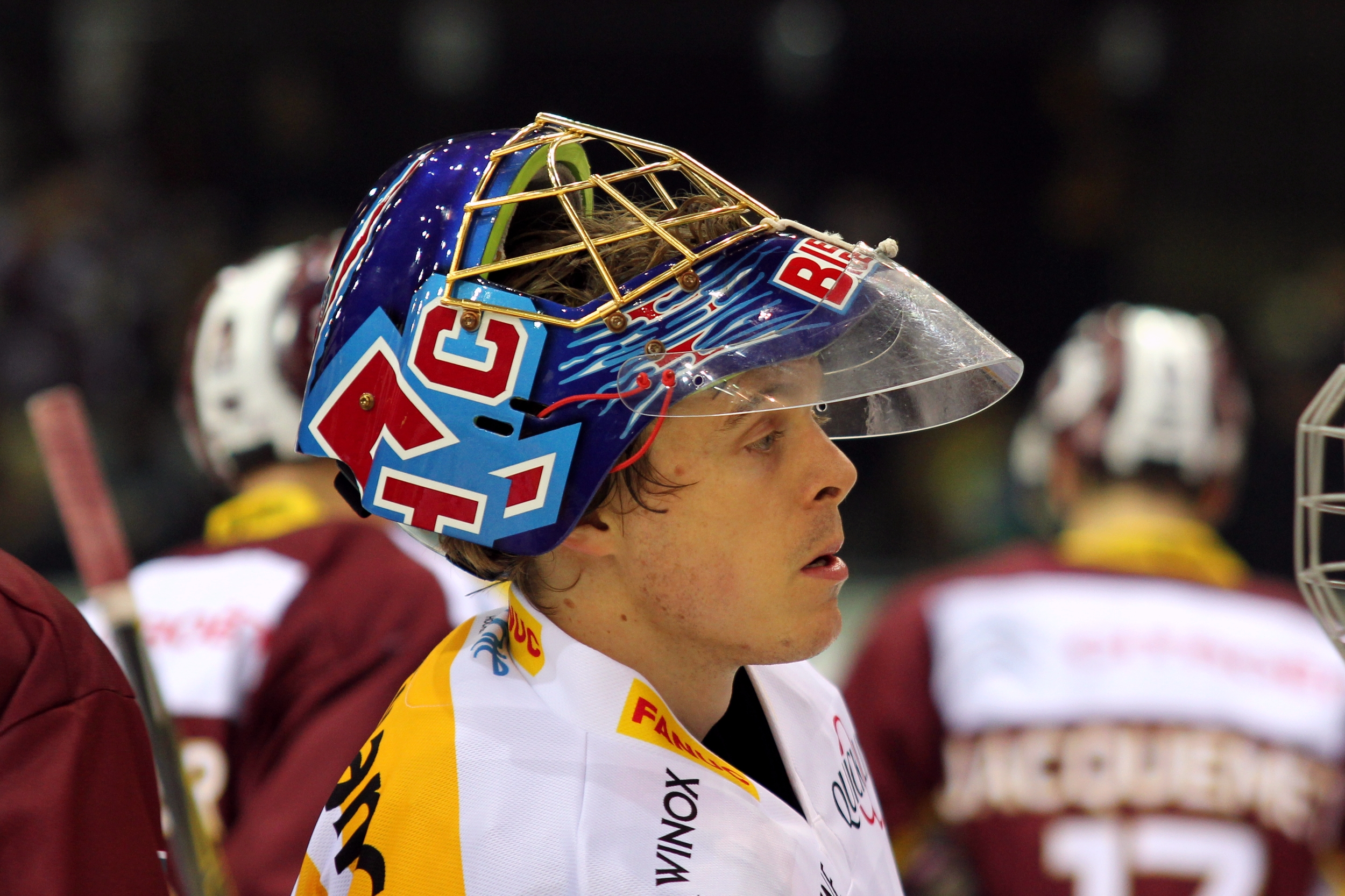
Jonas Hiller beim EHC Biel (2016)

In der Saison 2015/16 konnte Hiller nicht überzeugen, so kam er nur zu 26 Einsätzen, in denen er eine Fangquote von 87,9 % erreichte. Calgary verpasste die Playoffs. Am Ende der Saison gaben die Flames bekannt, dass sein auslaufender Vertrag nicht verlängert werde. Im April 2016 gab der EHC Biel bekannt, dass Hiller in die Schweiz zurückkehre und in Biel einen Dreijahresvertrag unterzeichnet habe.
Anfang August 2019 kündigte Hiller seinen Rücktritt zum Ende der Saison 2019/20 an. Am Ende der verkürzten Saison 2019/20 beendete er seine Karriere nach über 400 NHL- und knapp 400 NLA-Spielen.

### Nationalmannschaft
2005 gab Hiller seinen Einstand in der Nationalmannschaft. Bei den Olympischen Spielen 2010 in Vancouver war er Stammtorhüter der Schweizer Nationalmannschaft. Er überzeugte vor allem im Spiel in der Gruppenphase gegen Kanada, in dem er 44 von 46 Schüssen hielt. Trotzdem konnte er die 2:3-Niederlage nach Penaltyschiessen nicht verhindern. Er erreichte mit der Nationalmannschaft den achten Turnierrang. Im Viertelfinal scheiterten die Schweizer mit 0:2 an den Vereinigten Staaten. Hiller spielte eine überragende Partie und hielt 42 von 43 Schüssen. Auch bei den Olympischen Spielen 2014 in Sotschi war er Stammkeeper der Schweizer Nationalmannschaft. Wie schon vier Jahre zuvor, zeigte er auch in Sotschi starke Leistungen. Trotzdem konnte sich die Schweiz nicht für den Viertelfinal qualifizieren. Nach der 1:2-Achtelfinalniederlage gegen Deutschland bei den Olympischen Spielen 2018 gab Hiller seinen Rücktritt aus der «Nati» bekannt. Er hatte insgesamt 69 Länderspiele bestritten, an drei Olympischen Spielen und vier Weltmeisterschaften teilgenommen.

## Erfolge und Auszeichnungen
- 2002 Schweizer Meister mit dem HC Davos
- 2004 Spengler-Cup-Gewinn mit dem HC Davos
- 2005 Schweizer Meister mit dem HC Davos
- 2005 NLA-Torhüter der Saison (Jacques-Plante-Trophy)
- 2006 Schweizer Vizemeister mit dem HC Davos
- 2006 Spengler-Cup-Gewinn mit dem HC Davos
- 2007 Schweizer Meister mit dem HC Davos
- 2007 NLA-Torhüter der Saison (Jacques-Plante-Trophy)
- 2011 Teilnahme am NHL All-Star Game

## Karrierestatistik

### Nationalmannschaft
Vertrat die Schweiz bei:
- Qualifikation zu den Olympischen Winterspielen 2006
- Weltmeisterschaft 2006
- Weltmeisterschaft 2007
- Weltmeisterschaft 2008
- Olympischen Winterspielen 2010
- Olympischen Winterspielen 2014
- Weltmeisterschaft 2017
- Olympischen Winterspielen 2018

(Legende zur Torhüterstatistik: GP oder Sp = Spiele insgesamt; W oder S = Siege; L oder N = Niederlagen; T oder U oder OT = Unentschieden oder Overtime- bzw. Shootout-Niederlage; Min. = Minuten; SOG oder SaT = Schüsse aufs Tor; GA oder GT = Gegentore; SO = Shutouts; GAA oder GTS = Gegentorschnitt; Sv% oder SVS% = Fangquote; EN = Empty Net Goal; 1 Play-downs/Relegation; Kursiv: Statistik nicht vollständig)